# Europeiska Sparbanksföreningen
Europeiska Sparbanksföreningen, European Savings Banks Group (ESBG), är en branschorganisation där europeiska sparbanker, sparkassor och andra konsumentinriktade banker från 26 länder samarbetar. Organisationen grundades 1963 som de Europeiska Ekonomiska Gemenskapernas Sparbanksförening (Savings Banks Group of the European Economic Community) och den samverkar med World Savings Banks Institute tillsammans med vilken man har ett gemensamt huvudkontor i Bryssel. Även om medlemskapet idag är all-europeiskt är fortfarande huvuduppgiften att företräda medlemmarna gentemot Europeiska unionen.
I Danmark, Finland, Frankrike, Island, Italien, Luxemburg, Norge, Spanien, Tyskland och Österrike representeras samarbetande banker av respektive lands branschorganisation för sparbanker, sparkassor, etc. I Sverige representeras organisationen av Sparbankernas Riksförbund. Den brittiska bankgruppen Loyds Banking Group är en sammanslagning av flera olika verksamheter och inkluderar bland annat Trustee Savings Bank vilket utgör grunden till medlemskapet i organisationen. Vidare i Albanien, Grekland, Kroatien, Lettland, Malta, Nederländerna, Polen, Portugal, Rumänien, Slovakien, Tjeckien, Turkiet och Ungern representeras man även där av enskilda banker, och i vissa fall flera banker per land.
Tillsammans har organisationens medlemmar över 60 000 bankkontor och mer än 950 000 anställda, varav ryska Sberbank har en personalstyrka som överskrider  250 000. Medlemmarnas totala tillgångar överskred 6 000 miljarder euro 2008.